# Smart Fortwo
El Smart Fortwo es un microcoche biplaza producido por el fabricante alemán Smart desde el año 1998. Existe en versiones coupé (denominada comercialmente city-coupé) y descapotable (cabrio). Durante un tiempo se produjo una versión "extrema" denominada Crossblade, sin techo y con puertas huecas. Sus paneles de carrocería son desmontables, por lo cual se puede cambiar el color de la carrocería en minutos. Además a partir del año 2007 se desarrolló una versión eléctrica del Smart ForTwo denominada Smart Electric Drive, cuya tercera generación salió a la venta generalista en el año 2012 tras dos primeras series de producción reducida con fines de desarrollo tecnológico.
Desde el punto de vista de la seguridad pasiva, el Smart Fortwo aporta una solución única, dictada por su pequeño tamaño. No presenta zonas de absorción de impactos, como cualquier otro coche moderno, sino que todo el coche es una célula de supervivencia muy rígida ("Tridion" es su nombre comercial). Esta activa las zonas de absorción del coche contra el que eventualmente pueda llegar a colisionar. Esta solución técnica funciona aceptablemente (aunque con unas desaceleraciones bruscas para los pasajeros) en caso de colisión contra otro vehículo. No obstante, su funcionamiento es cuestionable si un Fortwo llegase a colisionar con otro obstáculo rígido.

## Historia
El Smart City Coupé, un coche de dos plazas y 2,5 m de largo, más tarde llamado Smart Fortwo, se anunció en el Salón del Automóvil de París de 1998. Fue el inicio de una nueva marca de coches y uno de los conceptos para vehículos más radicales llegados al mercado europeo desde los coches burbuja de los años 1950 como el Isetta. Fue también el inicio de una etapa difícil para Smart. El City Coupé tenía problemas de estabilidad que no fueron descubiertos hasta el momento anterior al lanzamiento. Esto obligó a realizar un conjunto de modificaciones que resultaron muy caras y dificultaron el manejo del volante y del cambio de marchas. La preocupación del público sobre la estabilidad del coche, junto con el marketing elitista de Smart y el diseño radical del coche resultaron perjudiciales para las ventas iniciales del coche. Los planes de producción tuvieron que ser recortados de las 200.000 unidades anuales a solo 80.000, bordeando el desastre para una nueva marca que solo tenía un producto.
En el interior de la compañía, los sermones publicistas que habían rodeado el lanzamiento del radical City Coupé pronto desaparecieron. Con nueva dirección, nuevas iniciativas de marketing y revisiones interminables de la ingeniería del coche para tranquilizar al público, los planes de futuros vehículos, incluido el desarrollo de un modelo de cuatro plazas, no habían avanzado mucho.

## Diseño y seguridad

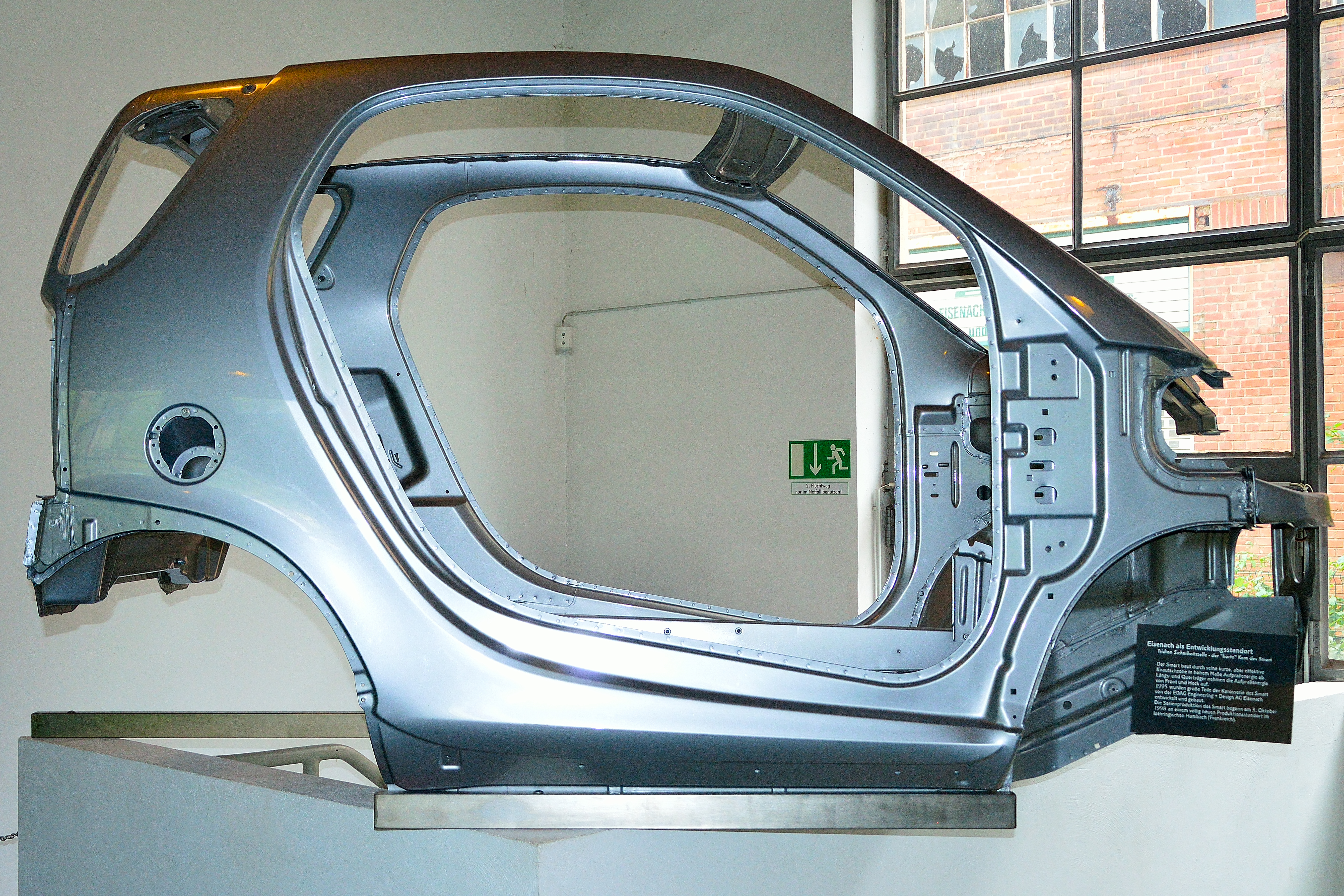
Célula de Seguridad Tridion

La carrocería del Smart Car revela de forma clara, un diseño funcional y modular. El marco de color negro, titanio o plateado de acero de alta resistencia, conocido como la  «Célula de Seguridad Tridion» (Tridion Safety Cell) es el esqueleto del vehículo y da al vehículo su fuerza inherente. El acero está recubierta con pintura en polvo, mucho menos perjudiciales para el medio ambiente que los procesos de pintura convencional. Los paneles multicolores de plástico reciclado de la carrocería son fácilmente intercambiables y son prácticamente resistentes a abolladuras e inoxidables. Al ubicar el motor por debajo de los pasajeros, el espacio se conserva y los asientos se les da mayor altura.

## Ecología
La Universidad de Cardiff renombrado centro para la Investigación de la Industria Automotriz (Centre for Automotive Industry Research – CAIR) y el Centro de Relaciones Comerciales, Responsabilidad, Sostenibilidad y Sociedad (ESRC Centre for Business Relationships, Accountability, Sustainability and Society – BRASS) se han combinado con el consultor de la industria automotriz Clifford Thames Ltd. para producir una calificación ambiental para vehículos que mide el impacto real en el medio ambiente de todos los coches nuevos actualmente en venta en Inglaterra y el Smart Fortwo Coupé es, dentro de la gama general de vehículos, el vehículo con menor impacto ambiental de todos los que se fabrican actualmente.

## La fábrica
Todos los Smart Fortwo han sido producidos hasta la fecha en la fábrica de la compañía en Hambach (Francia). El concepto innovativo que supuso el vehículo Smart en su lanzamiento se trasladó a la fábrica demostrándose como una apuesta eficaz por lo innovativo de su sistema de producción. Este se basa en la integración de los proveedores en los alrededores o incluso dentro de la misma fábrica lo que se traduce una fabricación muy rápida, rentable y ecológica.
La disposición única de la línea de fabricación en la planta de Hambach limita a 10 metros la distancia entre el puesto de entrega de material y la cadena de montaje. Los 140 puestos de montaje se recorren en solo cuatro horas y media. La concepción de la fábrica es un reflejo del principio de construcción modular característico de todos los vehículos Smart.
La planta de Smart ha evolucionado paralelamente a la gama de vehículos de la marca, desde la única versión gasolina del Smart Fortwo en origen, hasta la amplia gama de más de 50 versiones diferentes así como multitud de opciones actuales del Smart Fortwo. En esta misma fábrica se llevó también a cabo la producción de los modelos Smart Roadster y el Smart Roadster-Coupé entre enero de 2003 y noviembre de 2006 en una segunda línea de montaje puesta en marcha a tal efecto.

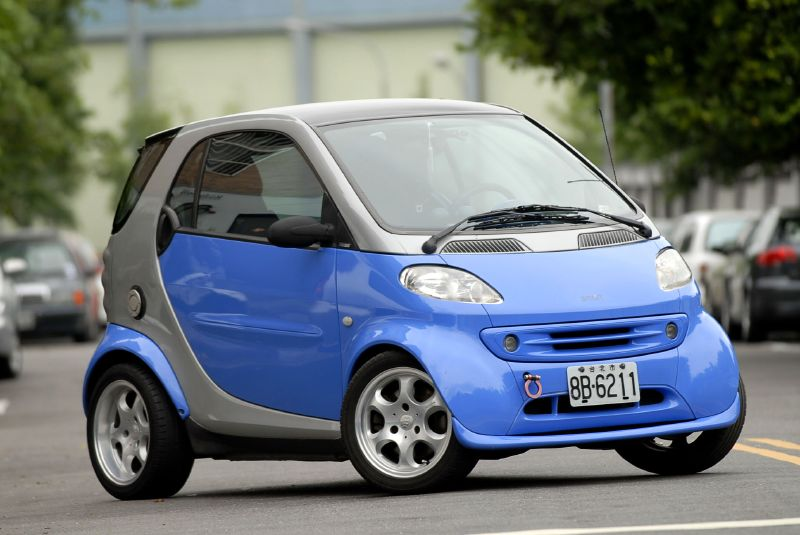
1998 Smart City-Coupe

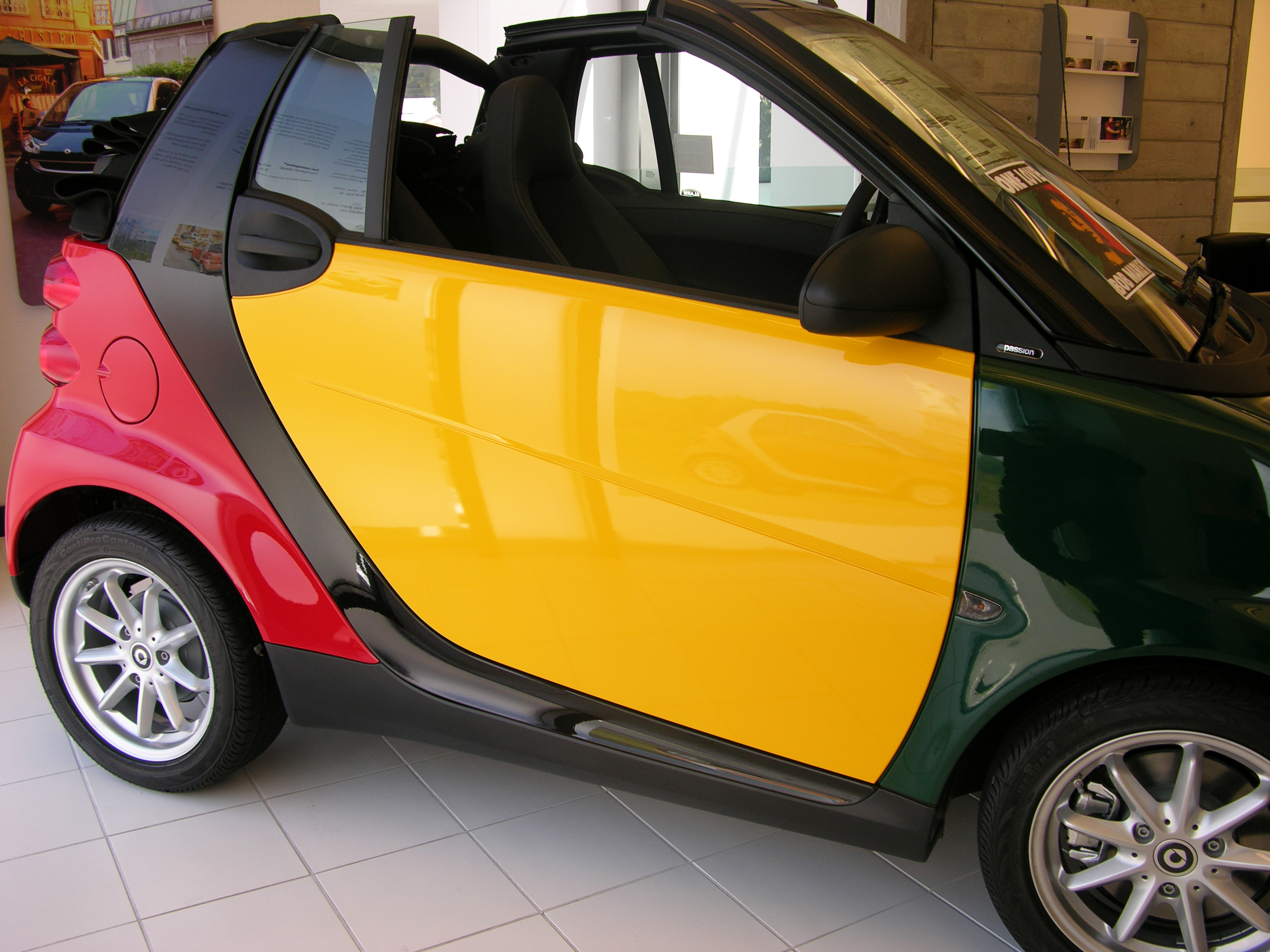
Paneles intercambiables del Smart Fortwo.

## Primera generación (1998–2007)
La primera generación del microcoche de la marca Smart fue lanzada en el mes de octubre del año 1998 bajo la denominación de Smart City Coupé. Se lanzó primero la versión coupé con una única motorización de gasolina y dos años después (año 2000) la versión cabrio.
En el 2003, con el lanzamiento de la primera renovación estética (re-styling) y la puesta en marcha del Smart de cuatro plazas (Smart Forfour) el City-coupé paso a denominarse «Fortwo»

### Motorizaciones
- 0.6 turbo gasolina 45 cv
- 0.6 turbo gasolina 54 cv
- 0.6 turbo gasolina 61 cv (PULSE)
- 0.6 turbo gasolina BRABUS 71 cv
- 0.7 turbo gasolina 61 cv
- 0.7 turbo gasolina BRABUS 75 cv
- 0.8 CDI diesel 41 cv

Todas las motorizaciones tenían una caja de transmisión manual robotizada de 6 velocidades (en los 0.7 más evolucionada que en los 0.6 y en las variantes BRABUS, 0.6 y 0.7, con un desarrollo más cerrado).

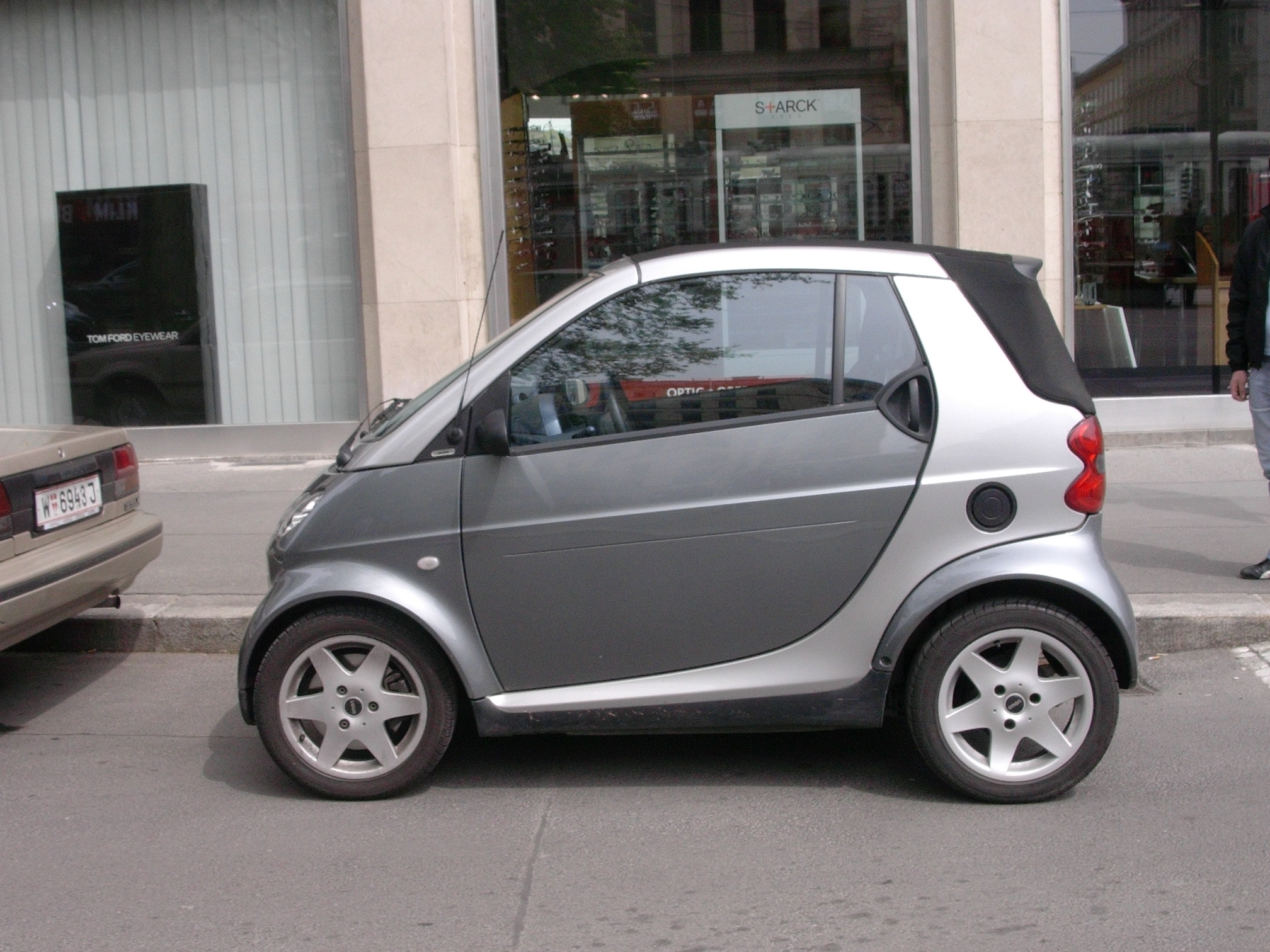
Smart City Cabrio (w450)
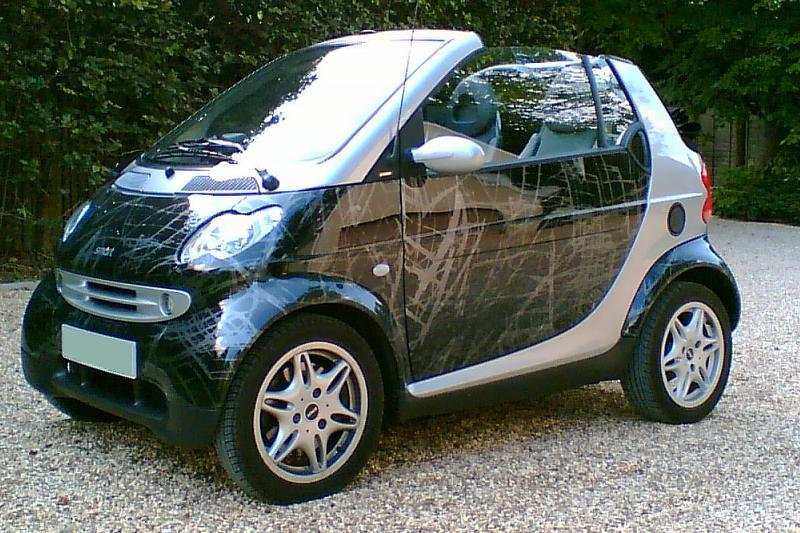
Smart City Cabrio (w450)
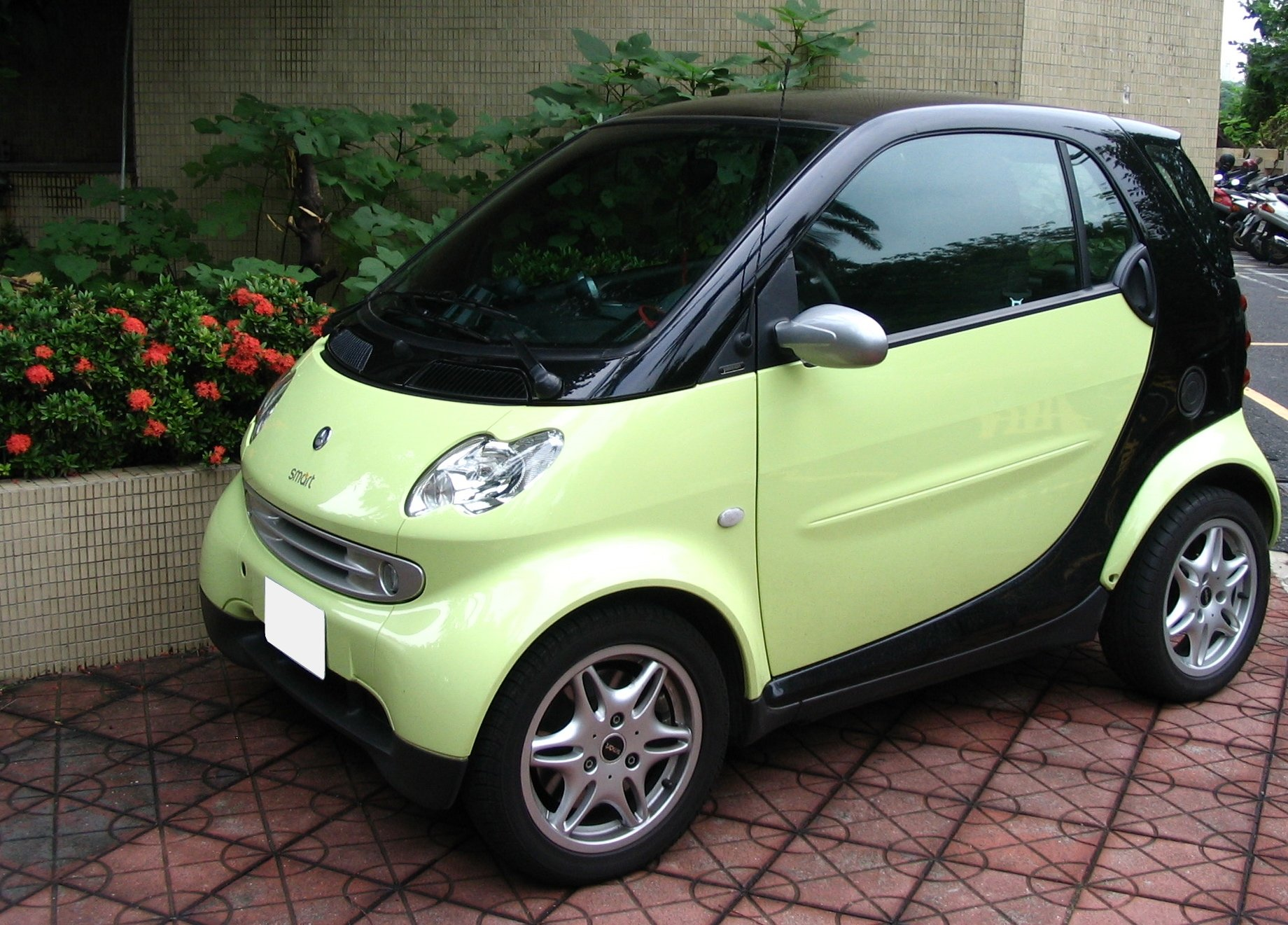
Smart Fortwo (w450)
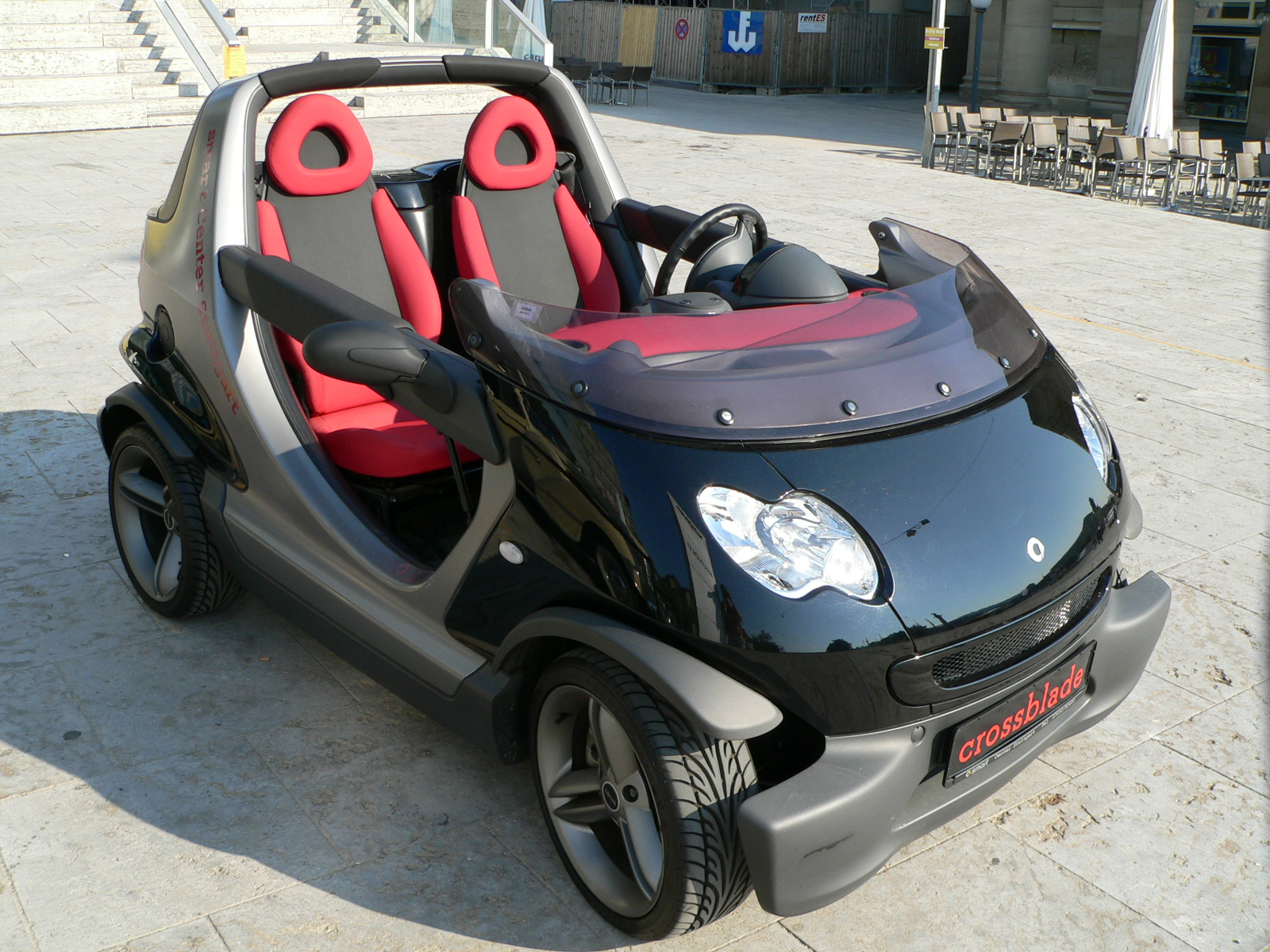
Smart Crossblade (w450)

## Segunda generación (2007-2014)
La segunda generación estreno conservó la denominación Fortwo, fue puesta a la venta en la primavera de 2007, es 195 mm más larga (2695 contra 2500 mm), lo que supone un inconveniente (frente a la versión anterior) para estacionar en batería donde otros automóviles aparcan en fila. Sin embargo este incremento en la longitud posibilitó su homologación para el mercado estadounidense.

### Motorizaciones
- 1.0 gasolina 61 cv
- 1.0 gasolina 71 cv
- 1.0 turbo gasolina 84 cv
- 1.0 turbo gasolina BRABUS 102 cv
- 0.8 CDI diesel 54 cv

## Tercera generación (noviembre 2014-presente)
La tercera generación se puso a la venta a partir de noviembre de 2014.
El nuevo Smart conserva las medidas de la segunda generación pero da un salto de calidad incorporando mejores calidades y acabados. Más acorde con Mercedes-Benz. 
Además de la variante Fortwo se reincorpora, después de un parón de varios años, el Forfour, el Smart de 4 puertas. 
El Forfour comparte plataforma y mecánica con el Renault Twingo. 
La motorización de todos los Smart pasa a ser Renault (en la anterior generación y tras los problemas presentados por la primera generación se había decidido incorporar motores Mitsubishi).
A partir de 2019 solo se fabricarán Smart's eléctricos en una clara apuesta por la innovación y el futuro sostenible.

## Versión eléctrico

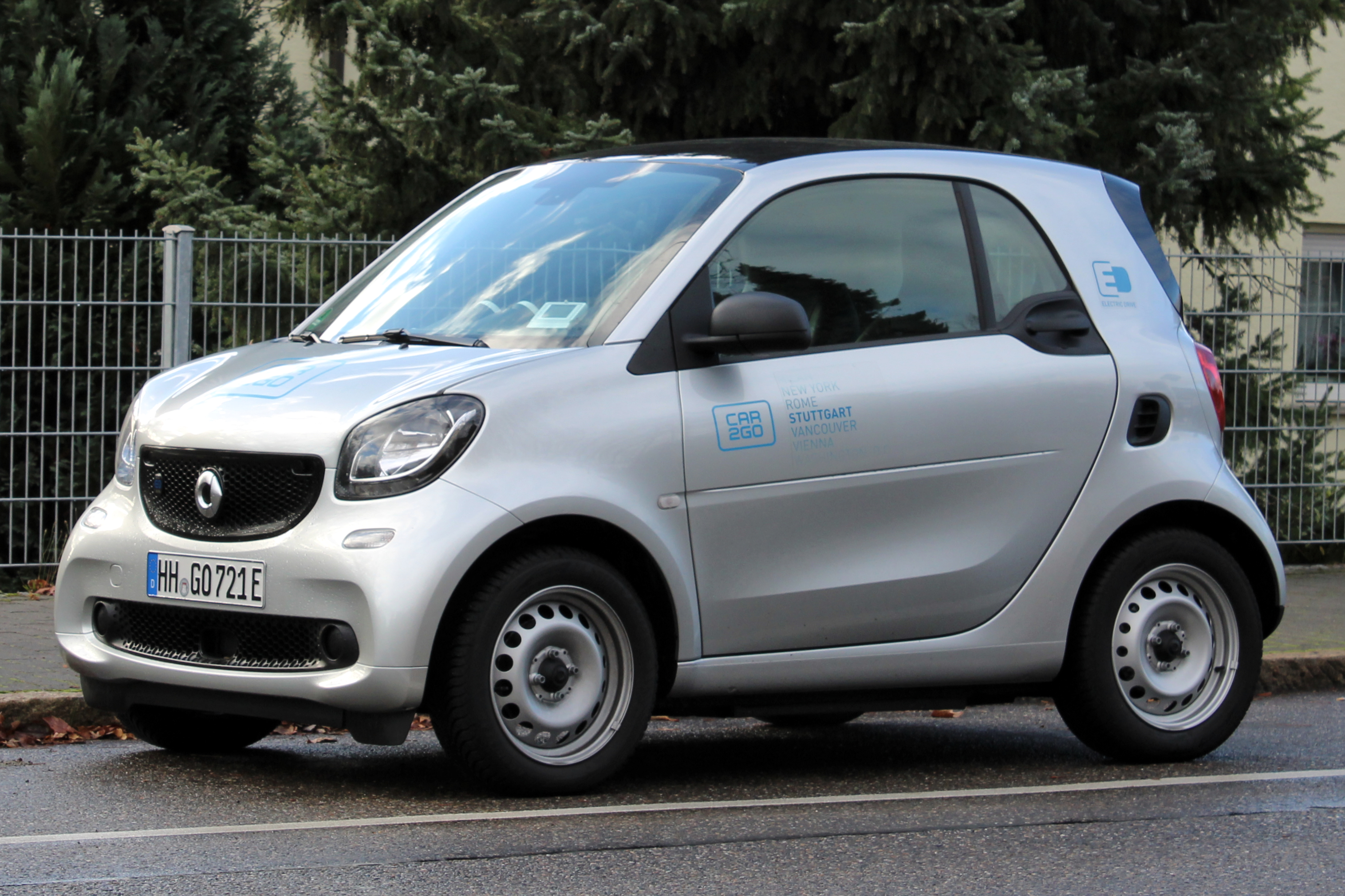
Smart Electric Drive

El Smart Electric Drive se comercializa desde 2007. La tercera generación tiene un motor de 54 kW que le proporciona una potencia de 75 CV. La velocidad máxima es de 120 km/h, acelera de 0 a 100 km/h en 13 segundos y cuenta con una autonomía de unos 140 km.

## Curiosidades
Existe un Record Guinness oficial y homologado del número de personas que entran en un Smart (Smart fortwo de primera generación) que está actualmente en 19 personas.
Es el único vehículo actual que se encuentra expuesto en el Museo de arte de Nueva York (MOMA)